# Juraj Varholík
Juraj Varholík (* 20. dubna 1933) byl slovenský a československý politik Komunistické strany Slovenska, předseda SSM a poslanec Sněmovny lidu Federálního shromáždění za normalizace.

## Biografie
Působil jako funkcionář komunistických mládežnických organizací a autor propagačních politických publikací. Členem KSS byl od roku 1954, v roce 1969 absolvoval stranickou školu KSSS v Moskvě. V mládežnických organizacích se angažoval od počátku 50. let.
Jeho politická kariéra vyvrcholila počátkem 70. let za normalizace. K roku 1971 se profesně uvádí jako předseda Ústředního výboru Socialistického svazu mládeže ČSSR. Do funkce byl zvolen v listopadu 1970 na ustavující konferenci této organizace, která po invazi vojsk Varšavské smlouvy do Československa opětovně ustavila monopolní prokomunistickou výchovu mládeže v ČSSR (náhradou za rozložený Československý svaz mládeže). Předtím zastával post předsedy Federální rady dětí a mládeže ČSSR. Do funkce předsedy ÚV SSM byl potvrzen na 1. sjezdu SSM v září 1972.
Zastával i stranické posty. Už v roce 1961 se zmiňuje coby účastník zasedání Ústředního výboru Komunistické strany Slovenska. XIV. sjezd KSČ ho zvolil členem Ústředního výboru Komunistické strany Československa.
Ve volbách roku 1971 zasedl do Sněmovny lidu (volební obvod č. 184 - Bardejov, Východoslovenský kraj). Ve FS setrval do konce funkčního období, tedy do voleb roku 1976.